# Nick Dinsmore
 (novembre 2009).
Si vous disposez d'ouvrages ou d'articles de référence ou si vous connaissez des sites web de qualité traitant du thème abordé ici, merci de compléter l'article en donnant les références utiles à sa vérifiabilité et en les liant à la section « Notes et références ».
Pour les articles homonymes, voir Dinsmore.
Nicholas David Dinsmore (né le 17 décembre 1975 à Jeffersonville), plus connu sous le nom de Eugene, est un  catcheur et entraîneur de catch américain. Il est essentiellement connu pour son travail à la World Wrestling Entertainment de 2004 à 2007. Il commence sa carrière à l'Ohio Valley Wrestling (OVW) où il s'est entraîné remportant 11 fois le championnat poids lourd de l'OVW et huit fois le championnat par équipes du Sud de l'OVW avec Rob Conway. Il signe un contrat avec la WWE en 2002 mais reste à l'OVW jusqu'en 2004. En 2004, il commence à apparaître dans les émissions sous le nom d'Eugene. Il y incarne un handicapé mental cousin d'Eric Bischoff. Il remporte une fois avec William Regal le championnat du monde par équipes de la WWE.

## Jeunesse
Nicholas David Dinsmore est fan de catch depuis qu'il a vu le mariage fictif d'Uncle Elmer (en) avec Joyce durant une émission de la World Wrestling Federation en 1985. Durant son adolescence, il fait partie des équipes de football américain et de lutte dans son lycée à Clarksville.

## Carrière de catcheur

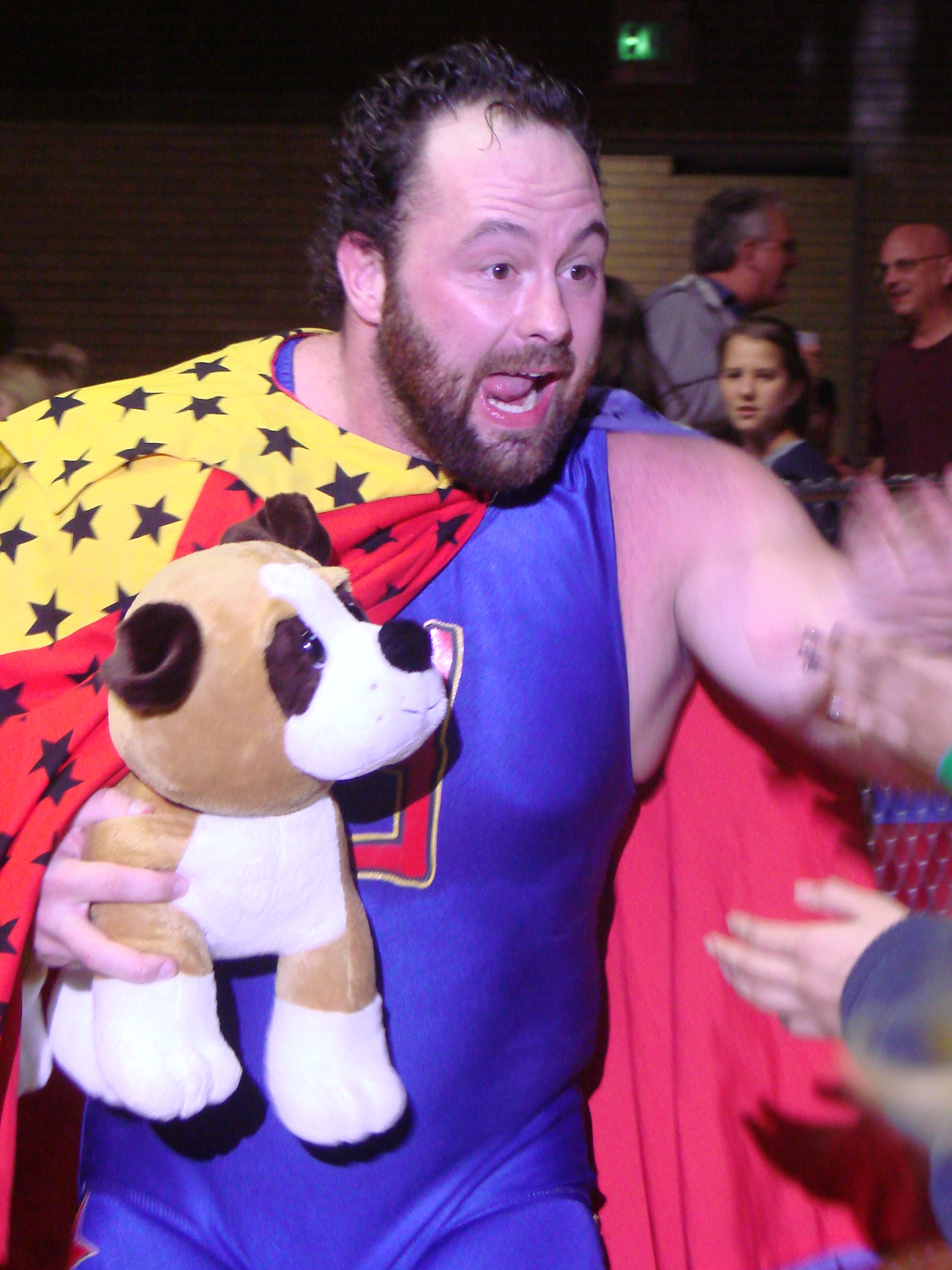
Eugene Dinsmore en super-héros au Hammond Civic Center, Hammond, Indiana, Etats-Unis.

### Débuts à l'Ohio Valley Wrestling(1997-2003)
Un des amis de lycée de Dinsmore lui apprend que Danny Davis a une école de catch à Louisville. Il part s'y entraîner et commence sa carrière à l'Ohio Valley Wrestling (OVW). En 1998, il apparaît ponctuellement à la World Championship Wrestling comme jobber. Durant cette période, il remporte à neuf reprises le championnat poids lourd de l'OVW et forme avec Rob Conway l'équipe The Lord of the Ring. Ils deviennent champion par équipes du Sud de l'OVW à huit reprises.
En novembre 1999, Dinsmore signe un contrat avec la World Wrestling Entertainment (WWE) mais reste à l'OVW qui est alors le club-école de la WWE. Au début des années 2000, il est aussi entraîneur de l'OVW et forme notamment Muhammad Hassan et Caylen Croft.

### World Wrestling Entertainment(2004-2007)
En 2004, la World Wrestling Entertainment (WWE) demande à Dinsmore d'apparaître à la télévision pour incarner Eugene, le cousin handicapé mental d'Eric Bischoff qui rêve de devenir catcheur. C'est Rip Rogers, un des entraîneurs de l'OVW qui est à l'origine de ce personnage qu'il teste tout d'abord dans des house shows,. Il apparaît aussi dans des segments où on le voit s'entraîner et s'avère être un bon catcheur puis il remporte son premier combat télévisé le 10 mai face à Rob Conway,.

### Juggalo Championship Wrestling
Lors de Ponydown Showdown, lui et Zack Gowen perdent contre Officer Colt Cabana et Deputy Weedman.

### Retour à la WWE (2013-2014)
En septembre 2013, Eugene fait son retour à la WWE en tant qu'entraîneur à NXT. Il est relâché le 2 octobre 2014 après un an de contrat.

### Retour au circuit indépendant (2015-...)
Le 10 janvier 2015, Dinsmore décide de se remettre à catcher, il part se produire dans une fédération anglaise du nom de International Pro Wrestling : United Kingdom. Il bat Grado pour son premier match avec la compagnie.
Dinsmore se met ensuite à faire des shows à Sioux dans le Dakota du Sud sous la bannière de la Midwest All Pro Wrestling. Son premier Live Event a lieu le 7 novembre 2015

## Palmarès
- Canadian Wrestling's Elite
  - 1 fois champion 123Approved.ca Open Rules[8]
- Heartland Wrestling Association (HWA)
  - 1 fois champion poids lourd de la HWA[9]
- Music City Wrestling (MCW)
  - 1 fois champion par équipes d'Amérique du Nord avec Rob Conway[10]
- Ohio Valley Wrestling (OVW)
  - 10 fois champion poids lourd de l'OVW[11]
  - 10 fois champion par équipes du Sud de l'OVW avec Rob Conway
- United States Wrestling Association (USWA)
  - 1 fois champion du monde par équipes de l'USWA avec Flash Flanagan[12]
- World Wrestling Entertainment (WWE)
  - 1 fois World Tag Team Championship avec William Regal